# Belgian Entertainment Association
Belgian Entertainment Association (BEA) es una organización que representa los intereses de las industrias de la música, los videos y los videojuegos en Bélgica. Fue fundada en febrero de 2008, cuando se fusionaron tres organizaciones: IFPI Bélgica, el capítulo de la Federación Internacional de la Industria Fonográfica (IFPI), que representaba a la industria musical; la Belgian Video Federation (Federación Belga de Video), que representaba a la industria del video; y la Belgian Luxembourg Interactive Software Association (Asociación Belga de Luxemburgo de Software Interactivo), que representaba a la industria de los videojuegos. BEA figura en la IFPI como asociación local de la industria discográfica en Bélgica.

## Listas de ventas
La publicación de las listas de ventas en Bélgica se realiza a través de Ultratop, una organización sin fines de lucro creada por BEA. Debido a las diferencias culturales en Bélgica, se publican listas separadas para la región de Flandes de habla neerlandesa y la región de Valonia de habla francesa. En Flandes, las más importantes son la lista de sencillos más vendidos Ultratop 50 y la de álbumes más vendidos Ultratop 50. En Valonia, la lista más importante es la lista de sencillos Ultratop 40.

## Certificaciones
A través de Ultratop, BEA certifica álbumes, sencillos y DVD. Desde 2016 para sencillos, y desde julio de 2017 para álbumes, las listas de Ultratop también incluyen transmisiones en directo (Spotify, Deezer y Apple Music), y esta práctica también está vigente para las certificaciones. No se revela el número exacto de transmisiones que se cuentan como un sencillo o un álbum. Para evitar el aumento especulativo de las ventas de álbumes elevando el número de pistas, solo se cuentan las doce pistas más reproducidas. Para evitar el efecto one-hit wonder, las dos pistas más reproducidas se cuentan en el promedio de las siguientes diez pistas.

## Álbumes
Los límites actuales para los álbumes, vigentes desde la inclusión de las transmisiones en julio de 2017, son 10 000 unidades para el álbum de oro y 20 000 para el de platino. Antes de eso, los umbrales distinguían entre álbumes locales, de habla francesa u holandesa ("nacionales") e internacionales o no de habla francesa u holandesa ("internacionales"). Desde mayo de 2007, los umbrales para los álbumes nacionales eran de 10 000 unidades para oro y 20 000 para platino, al igual que en la actualidad, mientras que en el repertorio internacional el umbral para Oro era de 15 000 unidades y el umbral para platino era de 30 000. Anteriormente, los umbrales eran 15 000/30 000 para el repertorio nacional y 25 000/50 000 para el repertorio internacional. El repertorio de música clásica y jazz comparte los umbrales con el repertorio doméstico.

## Sencillos
Los límites actuales para sencillos nacionales son 10 000 unidades para oro y 20 000 para platino, mientras que los límites para sencillos internacionales son 20 000 y 40 000, respectivamente. Los límites internacionales se establecieron en julio de 2018, luego del aumento repentino en los premios individuales debido a la inclusión de la transmisión. Antes de eso, los niveles para sencillos internacionales eran los mismos que para los nacionales, es decir, 10 000 unidades para oro y 20 000 para platino. Los niveles más nuevos se aplican retroactivamente, siempre que el sencillo no haya sido certificado previamente.
Los límites antes de la inclusión de la transmisión seguían los límites de los álbumes, es decir, 10 000 y 20 000 para sencillos nacionales y 15 000 y 30 000 para internacionales. Según el informe IFPI 2009, estos niveles estuvieron vigentes desde mediados de 2009, sin embargo, el cambio de los límites anteriores, 15 000 y 30 000 para repertorio nacional y 25 000 y 50 000 para repertorio internacional, fue posterior al cambio de límites de álbumes. En mayo de 2007, estos límites aún figuran en el informe de la IFPI de octubre de 2007.

## DVD
Los límites para los DVD distinguen entre productos belgas vendidos en una localidad, productos belgas vendidos en todo el país y productos extranjeros. Para productos locales belgas, los umbrales son 7500 unidades para oro, 15 500 unidades para platino y 25 500 unidades para diamante. Para los productos a nivel nacional, los umbrales son 15 000 unidades para oro, 30 000 unidades para platino y 50 000 unidades para diamante. Para los productos extranjeros, los umbrales son 25 000 unidades para el oro, 50 000 unidades para el platino y 100 000 unidades para el diamante.

## Archivo
Un archivo de certificaciones anteriores que se remonta a 1997 está disponible en el sitio web de Ultratop.